# 迈阿密国际广播电台
迈阿密国际广播电台（英語：Radio Miami International，呼号WRMI）是位于美国佛罗里达州奥基乔比的一家短波电台，1994年6月14日开始播音，面向美洲地区播出，大多数时间以英语和西班牙语播出。
电台使用短波9955kHz播出自办节目，以旅游文化、听众来信、流行音乐和嘉宾访谈为主要内容。另外，该台还会向其它机构出售播出时段，涉及政治、宗教、经济以及文化组织、海外团体等，其中相当一部分为针对古巴的广播。另外，原属Family Radio的WYFR电台被WRMI收购之后，原先由WYFR代播的台湾中央广播电台节目时长被压缩
2018年3月25日中央广播电台（RTI）宣布西班牙语节目取消短波广播，改为网络广播，WRMI暫停代播RTI的节目。
2020年4月RTI恢复了停播两年的西班牙语和法语广播。之前因经费问题，两种语言的广播皆暂停了一段时间。